# دور تا دور
«دور تا دور» (به انگلیسی: round and around) ترانه‌ای از گروه موسیقی پینک فلوید. این ترانه ابتدا در آلبوم ۱۹۸۷ این گروه لغزش آنی در عقل به‌عنوان بخشی از قطعه ششم در کنار «باز هم فیلمی دیگر» منتشر شد. سپس در سال ۲۰۱۱ به‌عنوان قطعه‌ای جداگانه از آلبوم زنده صدای دلچسب رعد انتشار یافت.

## اعضا
- دیوید گیلمور ـ گیتار
- جان کارین - کیبورد
- تونی لوین - گیتار بیس